# Lady (Orkney)

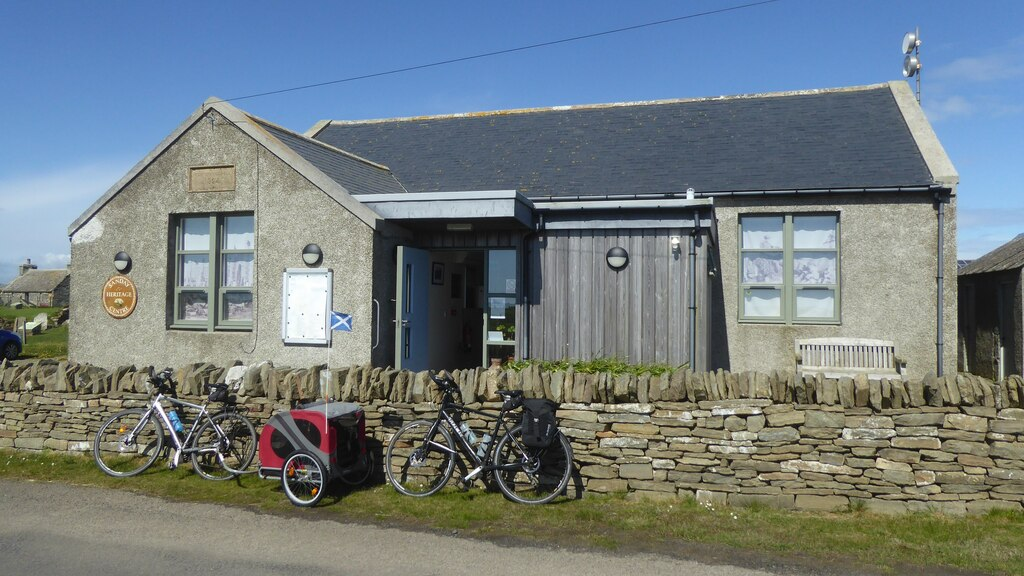
Das Heimatmuseum von Sanday in Lady

Lady ist eine historische Verwaltungseinheit (Civil Parish) auf den Orkneyinseln im Norden von Schottland. Vom Typ her handelt es sich um eine Gemeinde.
Das Gebiet des Civil Parishes umfasst im Wesentlichen den nordöstlichen Teil der Insel Sanday, den südwestlichen bildet Cross and Burness. Hinzu kommt Holm of Elsness im Südwesten. Größere Orte auf Orkney sind Stromness, etwa 57 Kilometer entfernt im Südwesten, sowie Kirkwall, etwa 41 Kilometer entfernt in derselben Richtung. Neben dem namensgebenden Lady gibt es keine weiteren Ortschaften.
Ende des 20. Jahrhunderts ging aus ihr die Community Council Area Sanday hervor.